# Johnny Craig
Johnny Craig est un dessinateur de comics né le 25 avril 1926 aux États-Unis et mort le 13 septembre 2001. Il travailla pour de nombreux éditeurs dont All-American Publications, EC Comics, Atlas et Warren Publishing.

## Biographie
Johnny Craig, John T. Craig de son vrai nom, naît le 25 avril 1926. Au début des années 1940, est l'assistant de Harry Lampert, le créateur de Flash, édité par All-American Publications de Max Gaines. Lorsque Harry Lampert est appelé par l'armée Johnny Craig devient l'assistant du rédacteur en chef Sheldon Mayer. De 1943 à 1946, il rejoint l'armée. À son retour il se marie, il trouve du travail comme correcteur à EC Comics, dont le propriétaire est William Gaines, le fils de Max Gaines. Par la suite il dessine les couvertures de Moon Girl et écrit des scénarios en collaboration avec Al Feldstein. Il dessine de nombreuses histoires dans des genres très divers. Lorsque EC lance sa nouvelle ligne de comics Johnny Craig réalise de nombreuses histoires pour les comics d'horreur. Alors qu'Al Feldstein écrit généralement les histoires publiées par EC, Johnny Craig écrit celles qu'il dessine. Lors de la nouvelle direction Johnny Craig travaille particulièrement pour Extra pour lequel il écrit quasiment toutes les histoires ainsi que pour 'M. D., un comics dont les histoires se passent dans un hôpital.
La fin d'EC amène Craig à se tourner vers une autre source de revenus. Il trouve du travail pour une agence de publicité en Pennsylvanie. Dans les années 1960 il revient au comics, tout en continuant sa carrière de publicitaire. Il travaille d'abord pour l'éditeur ACG puis pour Warren Publishing, où il peut de nouveau écrire et dessiner les histoires qu'il souhaite raconter ; il use alors du pseudonyme Jay Taycee pour que ces travaux ne nuisent pas à son emploi de publicitaire. Il essaie ensuite de travailler pour Marvel Comics, mais il ne parvient pas à s'adapter au rythme de travail demandé et il doit ensuite se contenter du rôle d'encreur. Dans les années 1980, il cesse de dessiner des comics mais il se met à peindre et à dessiner des illustrations, s'inspirant de ses dessins pour EC, pour les vendre à des fans. Il meurt le 13 septembre 2001.

## Style
Johnny Craig a produit peu d'histoires dans sa carrière car il travaillait à un rythme très lent. Cependant lors de son passage à EC il était considéré comme l'un des meilleurs artistes et encore maintenant il est vu comme un artiste majeur parmi ceux qui travaillèrent pour EC.

## Prix et récompenses
- 2005 : Temple de la renommée Will Eisner (à titre posthume)